# Post equitem sedet atra cura
La locuzione latina Post equitem sedet atra cura, tradotta letteralmente, significa Dietro al cavaliere siede il nero affanno (Orazio, Carm., 3, 1, 40).
È uno dei tanti modi di dire secondo cui l'essere cavaliere, gentiluomo, richiede una costante e gravosa disciplina.
Nello specifico, non è dato tuttavia sapere a quale cavaliere in particolare Orazio si riferisse, e quale fosse il nero affanno che lo affliggeva.